# Йожеф Лендел
Йожеф Лендел (угор. Lengyel József; в СРСР носив ім'я Йосип Павлович Ленгієль; 4 серпня 1896, Марцалі, Королівство Угорщина, Австро-Угорщина — 14 липня 1975, Будапешт, Угорська Народна Республіка) — угорський письменник, прозаїк, поет, журналіст. У творчості важливе місце посідають літературні твори про радянські табори.

## Освіта та рання творчість
Народився в сім'ї заможного селянина, батько мав виноградники, займався виноробством, торгував зерном та свининою, купував та перебудовував будинки. Початкову школу закінчив у рідному селі. У першому класі гімназії навчався в місті Кестхей. 1907 року батько розорився, родина переїхала до Будапешта. 1913 року батько помер.
1914 року закінчив гімназію та вступив на філологічний факультет Будапештського університету, де відвідував також лекції з історії мистецтв. Певний час паралельно був слухачем юридичного факультету університету в Пожоні.
1916 року увійшов у гурток молодих поетів, що утворився навколо поета-авангардиста Лайоша Кашшака. Перші вірші опубліковано в журналі Кашшака «А тетт» («Дія») у травні 1916 року. У 1916—1917 роках продовжує публікуватися журналах Кашшака: «A тетт» і «Ма» («Сьогодні»), що змінив його. 1917 року бере участь у спільній збірці «Új költök könyve» («Книга нових поетів») із віршами Кашшака і трьох поетів-початківців.
1917 року, під впливом революційних подій у Росії, разом із трьома іншими молодими поетами (Дьордь Матяш, Аладар Ком'ят, Йожеф Реваї) створює групу революційних соціалістичних письменників, яка проголосила програму літературного журналу «Тисяча дев'ятсот сімнадцятий», вихід якого заборонила цензура. Вдалося надрукувати лише програму журналу, яку поширювали як листівку. Група також випустила спільну віршовану збірку «1918 Визволення».

## Творчість у 1920-ті— 1930-ті роки
1918 року Лендел познайомився з поглядами угорського теоретика марксизму Ервіна Сабо і включився в антивоєнну боротьбу, зблизився з керівниками нелегальної групи революційних соціалістів Імре Шаллаї та Отто Корвіном. Після перемоги наприкінці листопада 1918 року в Угорщині Революції айстр, вів революційну агітацію серед незадоволених її результатами робітників. Після утворення УКП (Угорської комуністичної партії) група приєдналася до неї. Лендел став співробітником органу компартії «Вереш уйшаг» (Червона газета). В часи Угорської Радянської Республіки редагував культурний додаток до «Вереш уйшаг», був головним редактором газети «Іф'ю пролетар» («Юний пролетар»), вів пропагандистсько-агітаційну роботу серед робітників та солдатів. Після поразки радянської республіки кілька місяців переховувався в передмісті та самому Будапешті. Ховаючись у майстерні свого друга, художника Йожефа Немеш-Ламперта, написав свою першу новелу «Життя бідного Габора Ковача без моралі».
Наприкінці 1919 року йому вдалося втекти до Австрії. На кордоні був затриманий австрійською поліцією і після допиту відправлений до табору для інтернованих осіб (комуністів, політемігрантів) у замок Карльштайн-ан-дер-Тая. Від 1920 до 1927 року жив у Відні. Від 1919 до 1921 року був членом Комуністичної партії Австрії. 1921 року вийшов із компартії через «принципові розбіжності з питання про терор». У партію повернувся 1924 року. Протягом 1922—1923 років кілька семестрів був студентом Віденського університету. Одружився з Ірен Корнгаузер, студенткою медичного факультету. Кілька місяців вони блукали по знімних кімнатах, потім оселилися в 43-му («соціалістичному») бараку гуртожитку для бідних у Гринцінгу (тоді — передмісті Відня). Займався випадковою роботою для заробітку, жив на допомогу з безробіття. Шлюб з Ірен був недовгим. Публікувався в угорських емігрантських виданнях. Співпрацював у газеті «Рот Фане». Про роки віденської еміграції розповів у книзі «Віденські набіги» (1970). Почав видавати серію «Бібліотека письменників», у якій вийшло три книги, серед яких його перша книга «О, віра Єрусалим» з однойменним віршем та новелою. Німецькою мовою вийшло оповідання та книга казок. Займався перекладами. 1927 року переїхав до Берліна. Працював у Антиімперіалістичній лізі, у «Профспілковому бюлетені», органі Червоного інтернаціоналу профспілок (Профінтерну). Наприкінці 1929 року редагував журнал «Der drohende Krieg» («Загроза війни»). Співпрацював у низці комуністичних газет і журналів (Berlin am Morgen, Welt am Abend, Film und Volk). 1930 року працював на німецькій пролетарській кіностудії «Вельтфльм» та «Прометеус-фільм». 1929 року написав книгу про Угорську Радянську Республіку «Вишеградська вулиця».

## Переїзд до СРСР
Наприкінці квітня 1930 року, як кореспондент газети «Берлін ам морген», приїхав до СРСР. Був також кореспондентом газети «Вельтам абенд», у вересні 1930 року перейшов на роботу в Профінтерн на посаду референта й завідувача соціально-економічного відділу, співпрацював у бюлетені «Соціал-економіше арбейтер рундшау» (органі Профінтерну). У 1932—1934 роках був редактором угорського журналу «Шарло еш калапач» («Серп і молот»), потім працював сценаристом на кіностудії «Міжрабпомфільм». Їздив країною (Донбас, Енгельс), писав нариси, оповідання.
1932 року одружився з Ніною Сергіївною Кізевальтер, викладачкою ритміки. 1936 року прийняв радянське громадянство, у радянських документах став називатися Йосип Павлович Ленгієль.
1932 року угорською мовою вийшла «Вишеградська вулиця», 1933 року під назвою «Історичний репортаж» (рос. Исторический репортаж) — російською. Також працював над кількома романами. Розділи з роману про життя іноземних фахівців у СРСР «Іноземці» (угорська назва Föld es külföld) надруковано в «Шарло еш калапач», а також російською мовою в журналі «Жовтень». Роман «Московський посол», героєм якого був посол Веймарської Німеччини в СРСР, граф Ульріх фон Брокдорф-Ранцау залишився незакінченим. 1937 року почав роман «Неспокійне життя Ференца Пренна». Готував книгу берлінських репортажів «Берлін 1930», рукопис якої зберігся в його архіві. 1934 року прийнятий кандидатом у члени Спілки радянських письменників.

## Арешт, табори, позбавлення прав
21 лютого 1938 року Йожефа Лендела заарештовано. У травні 1939 року за вироком ОН засуджено до 8 років виправно-трудових таборів (ВТТ). У червні 1939 року доставлено до Норильлагу, де перебував до 1943 року, потім був переведено в інші табори Красноярського краю (в Канську, Іланському). Звільнено 29 грудня 1946 року.
Оселився на «101-му кілометрі», в Александрові. Спочатку систематично їздив до Москви, проводив по кілька днів із сім'єю. Був зарахований перекладачем до Видавництва іноземної літератури. Перекладав угорською мовою (твори О. Толстого, М. Коцюбинського), редагував переклади. Почав сам писати, зокрема написав казку російською мовою та оповідання «Алка».
Навесні 1947 року подав документи для повернення на батьківщину. У виїзді йому відмовили у квітні 1948 року, проте його про це не повідомили. Взимку 1948 року до московської квартири прийшли з перевіркою документів та застали його там. Він отримав припис протягом 24 годин повернутися за місцем прописки до Александрова. Там він уперше зустрів Ольгу Сергіївну Анципо-Чикунську, вдову радянського дипломата Л. В. Анципо-Чикунського. Як членкиня сім'ї зрадника батьківщини за вироком ОН вона відбула 5 років у Акмолінському таборі дружин зрадників батьківщини. В Александрові вона була прописана в тому ж будинку, але жила в Москві у знайомих, і їй також було наказано проживати за місцем прописки.

## Другий арешт
22 листопада 1948 року Лендела повторно заарештували Александрові. Спочатку його утримували у Александрівській в'язниці, потім перевели до Володимирської в'язниці. 9 лютого 1949 року ОН засудила його до довічного заслання. У березні 1949 року етаповано до Сибіру. Відбував заслання в селі Макарове Дзержинського району Красноярського краю. Працював як вільнонайманий у місцевому колгоспі сторожем, вуглепалом, лісником. У Макарово почав писати оповідання та повісті про пережите в таборах, що згодом увійшли до його табірного циклу. Восени 1949 року його вигнання добровільно розділила О. З. Анципо-Чикунська.
26 липня 1954 року заарештовано в Дзержинському, 1 вересня 1954 року засуджено народним судом Дзержинського району Красноярського краю до трьох років ВТТ. Висновок відбував до 23 лютого 1955 року.
Наприкінці лютого 1955 року разом із Ольгою Сергіївною повернувся до Москви. У травні 1955 року за взаємною згодою оформив розлучення з дружиною і одружився з О. С. Анципо-Чикунською. 25 червня 1955 року Військова колегія Верховного суду СРСР реабілітувала Лендела через відсутність складу злочину.

## Повернення на батьківщину
У серпні того ж року разом із дружиною після 36 років еміграції Йожеф Лендел повернувся на батьківщину. Йому вдалося провезти як рукописи, що збереглися в Москві, так і написані в Макарові. 1956 року вийшла книга «Ключ» із оповіданнями, створеними в 1930-ті роки, 1957 року — «Вишеградська вулиця». 1958 року опубліковано розпочатий в еміграції та закінчений на батьківщині роман «Неспокійне життя Ференца Пренна». У 1959—1960 pоках він написав історичний роман про проєктування та будівництво першого постійного мосту через Дунай, Ланцюгового мосту Сечені («Творці мосту»). Влітку 1960 здійснив поїздку в Китай і написав книгу дорожніх вражень «Шукаю середину Китаю», що вийшла 1963 року. В останні роки життя його цивільною дружиною була Ілона Маргіттаї. З О. С. Анципо-Чикунською вони розлучені не були, до кінця життя письменника підтримували дружні стосунки. 1968 року разом зі своєю подругою, перекладачкою його творів англійською мовою І. Дучинської, придбав будинок у селі Моносло, розташованому за 5 км від північного берега Балатону, де жив від весни до осені. Наприкінці життя знову почав писати вірші, а також звернувся до нового жанру — драматургії.
Похований на цвинтарі Фаркашреті в Будапешті. На могилі встановлено пам'ятник роботи скульптора Яноша Кальмара.

## Угорський хронікер ГУЛАГу
Після повернення батьківщину основне місце в творчості займала тема сталінських таборів. У цьому бачив свій обов'язок людини та письменника. Наприкінці 1950-х років працював над творами, які почав писати у Макарові. Роботу над табірним циклом закінчив 1958 року. Ці твори почали публікувати Угорщині 1957 року. 1961 року вийшла книга «Чародій», яка, крім повісті, яка дала назву збірці, включала ще п'ять оповідань і повістей на цю тему. 1962 року в угорських літературних журналах опубліковано ще три твори: «Незабудки», «Жовті маки» та «Маленький сердитий старий пан». В АрхІві Вільного товариства є запис про те, що ортодоксальний історикиня-марксистка Ержебет Андич подала через публікацію повісті «Маленький сердитий старий пан» доповідну записку на ім'я Дьордя Ацеля, відповідального за ідеологічну політику країни. Лайоша Іллеша, головного редактора журналу «Уй іраш», де її було опубліковано, попередили, щоб надалі він утримувався від опублікування подібних творів.
Однак, коли після опублікування в листопаді 1962 року в журналі «Новий світ» повісті «Один день Івана Денисовича» О. І. Солженіцина стало відомо, що її терміново перекладають угорською мовою, Л. Іллеш вирішив опублікувати повість Лендела «Від початку до кінця», яка вже якийсь час лежала в редакції. Таким чином, в Угорщині публікація повісті Лендела, на місяць випередила повість Солженіцина. І, оскільки останню схвалила радянська критика, газета «Мадяр немзет» напала на Лендела з прорадянських позицій, протиставивши «життєствердний» твір радянського письменника «кривому дзеркалу» Лендела. У березні 1963 року Ленделу присуджено Премію імені Кошута за творчість у цілому та, зокрема, за повість «Чародій». У докладному повідомленні про присудження премії радіостанція «Вільна Європа» назвала Лендела «угорським Солженіциним», підкреслюючи, що «приголомшливої сили повість Лендела про життя за колючим дротом радянських концентраційних таборів і про сумну долю ув'язнених», за художньою цінністю, історичною точністю не поступається повісті Солженіцина. А за лапідарністю, простотою розповіді, трагічністю історії, можливо, й перевершує її". Однак, присудження Премії імені Кошута не усунуло обмежень щодо публікування творів Лендела про табори. Лише 1964 року опубліковано його нову книгу «Прострочений борг», до якої увійшли твори про табори. Угорська влада прагнула всіляко перешкодити опублікуванню його творів за кордоном. Проте, в 1965—1968 роках книги Лендела вийшли основними світовими мовами.

## Роман «Віч-на-віч»
1960 року Лендел почав працювати над новими романами. Він задумав цикл із п'яти романів, об'єднаних спільними героями. 1965 року опубліковано два романи під спільною назвою «Що людина витримає?» — «Сповідь Ріхарда Тренда» та «І знову спочатку». До цього ж циклу входить роман «Віч-на-віч» («Очна ставка»), який письменник закінчив наприкінці 1965 року. Дія роману охоплює два дні ранньої весни 1948 року і відбувається в угорському посольстві в Москві та Александрові. Майже сім років письменник виборював опублікування роману. У результаті наприкінці 1971 року роман вийшов закритим виданням «на правах рукопису» тиражем 100 чи 200 примірників. 1973 року роман вийшов англійською мовою в Англії та в перекладі Ілони Дучинської, за псевдонімом «Анна Новотна». 1975 року — французькою й російською мовою (в Лондоні). Боротьба за опублікування роману завадила письменнику написати п'ятий роман, що залишився в уривках, дія якого мала відбуватися в Угорщині безпосередньо перед подіями Угорської революції 1956 року та після неї.

## Останні роки життя, внутрішня еміграція
Наприкінці життя письменник жив у внутрішній еміграції. Він не бачив «ні еволюційного, ні революційного шляху» зміни соціалістичної економічної системи. 1968 року остаточно порвав із комунізмом, хоча до кінця життя зберігав ліві переконання, виступав за соціальну справедливість. 21 серпня 1968 року, коли війська країн Варшавського договору, зокрема й Угорщини, вторглися до Чехословаччини, він записав у щоденнику, що «не вважає себе більше членом партії».

## Замовчування після смерті та фальсифікація поглядів письменника
У заповіті, написаному 1970 року, письменник заборонив улаштовувати йому офіційний похорон. Він просив помістити його літературну спадщину до публічної бібліотеки чи архіву. Однак його волю було порушено. Після його смерті владі вдалося те, чого вони даремно намагалися досягти за його життя. Його представляли як одного із засновників компартії, який ні на хвилину не засумнівався в комуністичних ідеалах. У той самий час його книжки майже не виходили. Щоденники, рукописи, листування тривалий час були закриті від дослідників. Лише в 1988—1989 роках вийшли спочатку роман, а потім книга «З записників Йожефа Лендела 1955—1975», що містила частину його щоденників.
У СРСР твори Лендела про сталінські табори стали відомими лише 1990 року, коли вийшли дві книги Лендела, які включали значну частину його табірних творів. До 120-річчя письменника 2016 року російською мовою видано книгу «Прострочений борг», до якої увійшли всі твори, присвячені радянським таборам та засланню, а також уривки зі сибірських зошитів 1950—1954 років та витяги із записників 1955—1975 років, багато з яких опубліковано за рукописами, вперше. Післямова Т. Лендел містить розповідь про життя письменника, передусім про чверть століття, проведену в СРСР, яка дала матеріал для творів, що увійшли до книги, про боротьбу за їх публікацію на батьківщині і за кордоном, про еволюцію поглядів письменника, що в результаті прийшов до розриву з комуністичною ідеологією.

## Пам'ять
- 1980 — почесний громадянин міста Марцалі[hu].
- 1982 — 1-ша наукова конференція в Марцалі.
- 1985 — у місті Орослань[hu] на честь письменника названо вулицю.
- 1986 — у Марцалі відкрито погруддя письменника роботи скульпторки Каталін Гера і названо його ім'ям місцевий краєзнавчий музей (нині — Музей міста Марцалі). 2012 року пам'ятник перенесено до Саду Лендела, який носить ім'я батька письменника, Пала Лендела, оскільки там було його земельне володіння.
- 1986 — на будинку в селі Моносло встановлено пам'ятну дошку.
- 1986 — 2-га наукова конференція в Марцалі.
- 1999 — в Александрові, а потім у Москві відбулися виставки «Угорці в Александрові. Письменник Йожеф Лендел та художник Віктор Тоот», проведені Літературно-мистецьким музеєм Марини та Анастасії Цвєтаєвих[ru] (Александров) та Угорським культурним центром (Москва).
- 1999 — на будинку, в якому в 1947—1948 років жив Й. Лендел в Александрові (вул. 3-тя Лікоушинська, 26) відкрито меморіальну дошку.
- 2005 — у Марцалі в Парку скульптур на вул. Січені встановлено пам'ятник Й. Ленделу (скульпторка Каталін Гера).

## Іншомовні видання книг Лендела
- Sternekund und Reinekund: Sechs Märchen. Drezden, Verlagsanst. Proletarischer Freidenker Deutschlands, 1923.
- Des armen Gábor Kovács Lebenslauf. Regensburg: Habbel & Naumann Verlag, 1923.
- Изобретатель Андреас. Москва, Изд. ЦК МОПР, 1930.
- Исторический репортаж. Москва, Советская Литература, 1933.
- Три домны. Москва, Журн.-газ. Объединение ЦК МОПР, 1933.
- Visegráder Strasse. Berlin; Budapest, Dietz; Corvina, 1959.
- Беспокойная жизнь Ференца Пренна или стрелки указывают будущее. Москва, Иностр. лит., 1961.
- Batte il cuore della Cina. Milano, Milano Nuova, 1964.
- Bosorák. Bratislava, Slovensky spisovatel, 1965.
- Dal principio alla fine. Milano, Ferro, 1965.
- Sortilegio. Milano, Ferro, 1965.
- From beginning to end. London, Peter Owen, 1966.
- Prenn drifting: a novel. London, Peter Owen, 1966.
- Das unruhige Leben des Ferenc Prenn. Berlin, Volk u. Welt, 1966.
- Le pain amer. Paris, Denoël, 1966.
- Die Attraktionen des Herrn Tördeky und andere Erzählungen. Reinbeck bei Hamburg, Rowohlt, 1967.
- Čarodějník. Praha, Odeon, 1967.
- From beginning to end. Englewood Cliffs, Prentic-Hall, 1968.
- The judge's chair: A novel. London, Peter Owen, 1968.
- Fra begyindelsen til enden og andre fortaellinger. Kobenhavn, Samleren, 1969.
- Acta Sanctorum and other tales. London, Peter Owen, 1970.
- Czarownik. Warszawa, Pañstwowy Instytut Wydawniczy, 1971.
- Confrontation. London, Peter Owen, 1973.
- Confrontation. Secaucus, N. J., Citadel Press, 1973.
- Лицом к лицу. London, Overseas Publications Interchange Ltd, 1975.
- Deux communistes. Paris, Fayard, 1975.
- Endurance humaine. Bp., Corvina, 1976.
- Die Bekenntnisse des Richard Trend. Berlin; Weimar, Aufbau-Verlag. 1976.
- Pohnuty život Ference Prenna. Praha, Odeon, 1976.
- Attila — Bič Boži. Praha, Lidové nakladatelství, 1978
- The Bridgebuilders. Bp., Corvina, 1979.
- Die Kettenbrücke. Berlin. Verlag der Nation; Corvina, 1981.
- Избранное. Москва, Худ. лит-ра, 1984.
- Gegenüberstellung. Frankfurt, Neue Kritik, 1990.
- Незабудки. Москва, Известия, 1990.
- Очная ставка. Москва, Радуга, 1990.
- Просроченный долг. 2016.

## Фільми за творами Лендела
- 1963 — «Кантата». За оповіданням «Oldás és kötés», режисер Міклош Янчо.
- 1968 — «Венграф». Телевізійний фільм за однойменним оповіданням, режисер Єне Хорват.
- 1969 — «Агітатори». Фільм за творами Ервіна Шинко, Йожефа Лендела та ін., режисери Дежо Мартон та Габор Боді.
- 1969 — «Я, Ференц Пренн». Телевізійний фільм за романом «Неспокійне життя Ференца Пренна», режисер Мартон Келеті.
- 1970 — «Чародій». Телевізійний фільм за однойменним оповіданням, режисер Міклош Сінетар.
- 1974 — «Визнання». Телевізійний фільм за творами Лендела, режисер Іштван Егрі.
- 1986 — «Вишеградська вулиця». Телевізійний фільм, режисер Йожеф Руст.
- 1989 — «Жовті маки». Телевізійний фільм, режисер Міклош Біро.